# Miqui Puig
Miqui Puig   (l'Ametlla del Vallès, 27 de juny de 1968) és un músic català. Es va donar a conèixer al capdavant del grup Los Sencillos, al final dels anys 1980, amb el qual va publicar sis àlbums.
Més endavant va publicar alguns discs en solitari abans de participar com a presentador o jurat en diversos concursos de talents per a televisió. El 2012 va participar en l'espectacle musical Canciones que hacen bum (y otras memorias pop), una coproducció del Festival SOS Murcia, el Taller de Músics de Barcelona i Buenritmo.
Actualment dirigeix la seva pròpia productora musical LAV Records, i presenta a ICat el programa de ràdio diari dedicat a la música de ball Pista de fusta.

## Discografia

### Amb Los Sencillos
- De placer! (1990)
- Encasadenadie (1992)
- Seres positivos (1993)
- Los Sencillos (1996)
- Bultacos y montesas (1997)
- Colección de favoritas (1999)

### En solitari
- Casualidades (2004)
- Miope (2007)
- Mis favoritas (2008)
- Imparell (2008)
- Homenaje a Barcelona (2010)
- Escuela de capataces (2017)
- 15 canciones de amor, barro y motocicletas (2019)[7]
- Miqui Puig canta vol. 7 (2022)[8]